# Banc Solidari
Banc Solidari de Serveis Gratuïts del Districte de les Corts o Banc Solidari és una entitat sense ànim de lucre creada el 1997 al barri de les Corts de Barcelona, formada i gestionada per voluntaris que es dediquen a l'ajuda mútua. Sota el lema jo t'ajudo, tu m'ajudes, cada voluntari pot oferir o sol·licitar algun servei d'altre voluntari sense contrapartida. Aquest equip es compon de persones solidàries disposades a dedicar part del seu temps a ajudar els altres. Està ubicat en el Centre Cultural Riera Blanca, al Carrer Riera Blanca. El 2002 va rebre la Medalla d'Honor de Barcelona